# Minamikawachi-Brücke
Die Minamikawachi-Brücke (japanisch 南河内橋 Minami-Kawachi-bashi, deutsch ‚Süd-Kawachi-Brücke‘, englisch South Kawachi Bridge) quert den Kawachi-Stausee (河内貯水池 Kawachi chosuichi) bei Kitakyūshū in der Präfektur Fukuoka auf der Insel Kyūshū in Japan.
Die stählerne Fußgängerbrücke ist eine der wenigen weltweit noch existierenden Linsenträgerbrücken und die einzige in Japan.
Sie wurde von Saburo Nishijima als Straßenbrücke entworfen, einem Ingenieur der Yahata Steel Works in then Yahata City, und von diesen gebaut und 1918 fertiggestellt. Die staatseigenen Yahata-Stahlwerke (官営八幡製鐵所 kan’ei Yahata seitetsu-sho, englisch Yahata Steel Works, also Imperial Steel Works etc.), damals eines der bedeutendsten japanischen Stahlwerke, begannen zu der Zeit mit dem Bau der 1937 fertiggestellten Kawachi-Staumauer zur Sicherung ihres Wasserbedarfs.
Die insgesamt 132,97 m lange und 4,10 m breite Brücke besteht aus zwei Feldern mit baugleichen, jeweils 66,47 m langen stählernen Linsenträgern, die auf zwei bis zu 14 m hohen, mit Natursteinen verkleideten Betonpfeilern lagern.